# Brotherella mercieri
Brotherella mercieri là một loài rêu trong họ Sematophyllaceae. Loài này được (Paris) M. Fleisch. mô tả khoa học đầu tiên năm 1925.